# تورار ریسقولوف
تورار ریسقولوف یا تورار ریسکولوف (قزاقی: Тұрар Рысқұлұлы Рысқұлов، تۇرار رىسقۇلۇلى رىسقۇلوۆ؛ ۲۶ دسامبر ۱۸۹۴ – ۱۰ فوریهٔ ۱۹۳۸) سیاستمدار اهل اتحاد جماهیر شوروی سوسیالیستی بود.
تورار ریسقولوف نقش کلیدی در سیاست ترکستان روسیه در دههٔ اول حاکمیت شوروی، منجمله در پروسهٔ‌ ملت‌سازی مردمان قزاق، قرقیز، ترکمن، و ازبک، تقسیم ترکستان به جمهوری‌های سوسیالیستی جدید بر پایهٔ محوریت ملت، و اتای خودمختاری نسبی و قانونی به مردمان منطقه بر طبق قانون اساسی اتحاد شوروی داشت.